# Warrenpoint
Warrenpoint is een plaats in het Noord-Ierse graafschap County Down. De plaats telt 7.000 inwoners.
Warrenpoint Town FC is de lokale voetbalclub.
Op 27 augustus 1979 werd vlak buiten Warrenpoint een aanslag gepleegd op een konvooi van het Britse leger. Bij deze aanslag kwamen achttien Britse militairen om het leven. Het was daarmee de dodelijkste aanval op het Britse leger tijdens The Troubles.
Ballyhalbert · Ballywalter · Banbridge · Bryansford · Carryduff · Castlewellan · Comber · Crawfordsburn · Donaghadee · Downpatrick · Dromara · Dundonald · Gilnahirk · Gransha · Greyabbey · Holywood · Helen's Bay · Kilkeel · Lisburn · Newry (oost) · Newtownards · Seahill · Warrenpoint